# Conor O’Sullivan
Conor O’Sullivan ist ein Maskenbildner und Spezialeffektkünstler.

## Leben
O’Sullivan begann seine Karriere im Filmstab 1995 als im Abspann nicht genannter Makeup-Künstler für Prothesen bei Mel Gibsons Braveheart. 1999 war er für Steven Spielbergs Kriegsfilm Saving Private Ryan zusammen mit Lois Burwell und Daniel C. Striepeke für den Oscar in der Kategorie Bestes Make-up und beste Frisuren nominiert, es gewann in diesem Jahr jedoch das Historiendrama Elizabeth. 2003 war er für Stephen Daldrys Drama The Hours – Von Ewigkeit zu Ewigkeit für den BAFTA Film Award in der Kategorie Beste Maske nominiert, auch hier ging er leer aus. Bei der 2009 erhielt er für den Superheldenfilm The Dark Knight von Christopher Nolan eine zweite Oscarnominierung, zusammen mit John Caglione Jr. unterlag er dem Fantasyfilm Der seltsame Fall des Benjamin Button.
O’Sullivan wirkte unter weiteren renommierten Regisseuren wie Werner Herzog, Brett Ratner, Mike Nichols und Ridley Scott. Für Scott arbeitete er unter anderem an Prometheus – Dunkle Zeichen, Exodus: Götter und Könige und Alien: Covenant. Neben seinen Filmengagements war O’Sullivan auch für das Fernsehen tätig. Für seine Arbeit an der Serie Game of Thrones, für die er zwischen 2011 und 2013 an 30 Episoden tätig war, war er in allen drei Jahren jeweils für den Primetime Emmy nominiert, den er jedoch nicht gewinnen konnte.

## Filmografie (Auswahl)
- 1995: Braveheart
- 1998: Der Soldat James Ryan (Saving Private Ryan)
- 1998: Lost in Space
- 2001: Just Visiting (Les visiteurs en Amérique)
- 2002: The Hours – Von Ewigkeit zu Ewigkeit (The Hours)
- 2003: Last Samurai (The Last Samurai)
- 2007: Der Krieg des Charlie Wilson (Charlie Wilson’s War)
- 2008: The Dark Knight
- 2010: Kampf der Titanen (Clash of the Titans)
- 2011: X-Men: Erste Entscheidung (X-Men: First Class)
- 2012: Prometheus – Dunkle Zeichen (Prometheus)
- 2012: The Dark Knight Rises
- 2014: Exodus: Götter und Könige (Exodus: Gods and Kings)
- 2016: Der Spion und sein Bruder (Grimsby)
- 2017: Alien: Covenant
- 2018: Red Sparrow
- 2019: Gemini Man
- 2022: Morbius
- 2023: Ant-Man and the Wasp: Quantumania

## Auszeichnungen (Auswahl)
- 1999: Oscar-Nominierung in der Kategorie Bestes Make-up und beste Frisuren für Saving Private Ryan
- 2009: Oscar-Nominierung in der Kategorie Bestes Make-up und beste Frisuren für The Dark Knight
- 2003: BAFTA Film Award in der Kategorie Beste Maske für The Hours – Von Ewigkeit zu Ewigkeit